# Il libro delle anime
Il libro delle anime è il secondo romanzo di Glenn Cooper, pubblicato per la prima volta nel 2010 negli Stati Uniti, in Gran Bretagna ed in Italia. Sequel de La biblioteca dei morti, ha avuto a sua volta un seguito, I custodi della biblioteca.

## Trama
New York. Il noto detective dell'F.B.I., Will Piper, ormai in pensione, è felicemente sposato con Nancy Lipinski e ha un figlio, Phillip Weston Piper, quando l'ex agente è coinvolto nella ricerca dell'unico volume della Biblioteca dei morti ancora non occultato nella segretissima base militare nota come Area 51.
Il volume che riporta le date di nascita e di morte degli abitanti della Terra nel 1527, è stato in mano a Shakespeare, Giovanni Calvino e Nostradamus. Will Piper dovrà partire per l'Inghilterra, aiutato dalla nipote di Lord Cantwell, la giovane Isabelle Cantwell, nella ricerca del libro, che contiene molte più risposte sull'enigma della Biblioteca di quel che si pensava, e da qui comincia, dopo aver ritrovato un sonetto scritto a mano personalmente da Shakespeare, un'intrigante caccia al tesoro per Piper. Ancora una volta il libro alterna un'ambientazione ai giorni nostri e una nel Medioevo, ripercorrendo la storia della famiglia Cantwell, e capendo perché il libro è finito nelle mani di così tanti personaggi, e comprendendo quale influenza abbia avuto quel singolare volume su di loro. Intanto Lester, Frazier e quelli che sono a conoscenza del mistero dei libri, sono sempre più ostinati a non far rivelare al mondo tali segreti, e saranno disposti a tutto.

## Edizioni
- Glenn Cooper, Il libro delle anime, traduzione di Gian Paolo Gasperi e Velia Februari, Nord, 2010, ISBN 978-88-429-1660-4.